# Estilo Borre

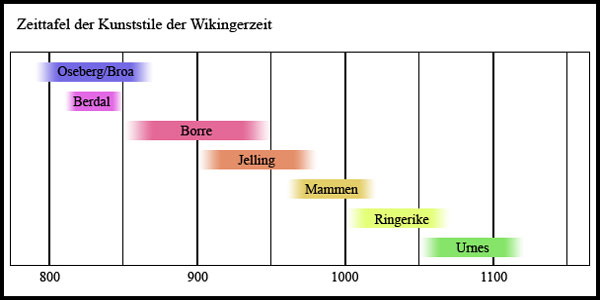
Cronología de los estilos de decoración animal escandinavos.

El estilo Borre es una etapa de los estilos de decoración zoomórfica vikinga que debe su nombre a un barco funerario encontrado en el cementerio vikingo de Borre, en Noruega. El estilo Borre sustituyó al estilo Oseberg y fue parcialmente contemporáneo del Jelling. Apareció a mediados del siglo IX y continuó en uso hasta el final del siglo X.
El estilo se caracteriza por un patrón de trenzado en las líneas, similar a los eslabones de una cadena, que forman figuras simétricas. Su motivo más característico es la trenza anillada, que consiste en dos bandas trenzadas con aros en los puntos de unión. También aparecen bestias con garras prensiles. Las piezas alcanzan mayor finura en la técnica de filigrana y granulación. Además de en Borre (principalmente en piezas de bridas de caballo), también hay importantes ejemplos de broches en Dinamarca y Suecia. El estilo se extendió a las islas británicas, donde alcanzaría bastante popularidad. En la isla de Man existen varias piedras monumentales de este estilo, al igual que en Gran Bretaña e Irlanda.
Las etapas de ornamentación zoomórfica de la época vikinga se catalogan generalmente en los siguientes estilos sucesivos: Oseberg, Borre, Jelling, Mammen, Ringerike y Urnes.

## Galería

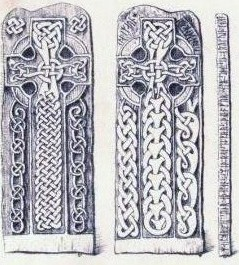
Estelas de la isla de Man.
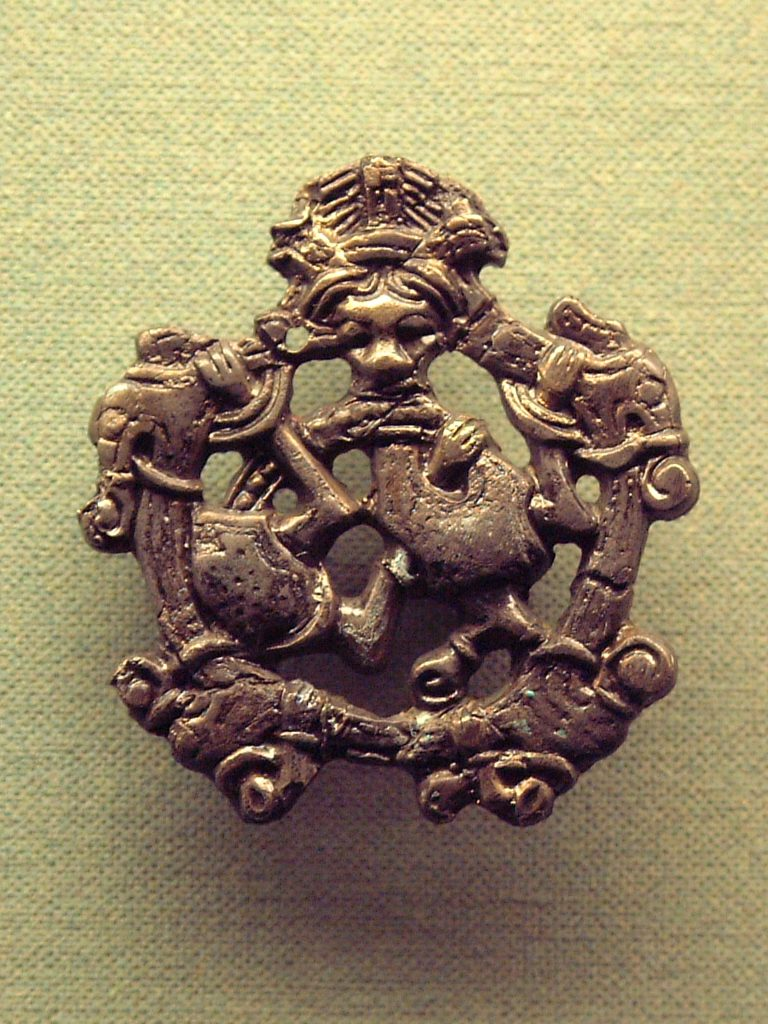
Broche de bronce de Hedeby, Suecia.